# 4857 Altgamia
4857 Altgamia је астероид главног астероидног појаса чија средња удаљеност од Сунца износи 2,355 астрономских јединица (АЈ).
Апсолутна магнитуда астероида је 13,2.